# Psednos mirabilis
Psednos mirabilis är en fiskart som beskrevs av Chernova 2001. Psednos mirabilis ingår i släktet Psednos och familjen Liparidae. Inga underarter finns listade i Catalogue of Life.